# Somrot Kamsing
Somrot Kamsing (taj. สมรถ คำสิงห์, ur. 24 września 1971  w prowincji Khon Kaen) − tajski bokser, olimpijczyk.

## Kariera amatorska
W 1995 był uczestnikiem mistrzostw Azji, rywalizując w kategorii papierowej. W półfinale Kamsing pokonał reprezentanta Chin Yanga Xiangzhonga 13:1. W walce o złoty medal zmierzył się z Filipińczykiem Mansueto Velasco, którego pokonał 14:3. W 1996 r., Kamsing startował na igrzyskach olimpijskich. W 1/16 finału pokonał jego rywalem był reprezentant Turcji Yaşar Giritli. Kamsing zwyciężył 19:4 i awansował do 1/8 finału, gdzie pokonał Rumuna Sabina Bornei. Taj odpadł w ćwierćfinale, przegrywając z Daniełem Petrowem.
Jego młodszy brat Somluck Kamsing również był bokserem, czterokrotnym olimpijczykiem, mistrzem olimpijskim z 1996 w wadze piórkowej.